# 2015 en rugby à XV
Cette page présente les faits marquants de l'année 2015 en rugby à XV : les principales compétitions et événements liés au rugby à XV et rugby à sept ainsi que les décès de grandes personnalités de ces sports.

## Principales compétitions
| Dans le monde - Currie Cup (du 7 août au 24 octobre 2015) - Coupe d'Europe (du 17 octobre 2014 au 2 mai 2015) - Challenge européen (du 16 octobre 2014 au 1er mai 2015) - Championnat d'Angleterre (du 14 septembre 2014 au 30 mai 2015) - Championnat de France (16 août 2014 au 13 juin 2015) - Pro12 (du 5 septembre 2014 au 31 mai 2015) - National Rugby Championship (du 20 août au 31 octobre 2015) - ITM Cup (du 13 août au 24 octobre 2015) - Coupe anglo-galloise (du 1er novembre 2014 au 22 mars 2015) - Super 15 (du 13 février 2015 au 4 juillet 2015) - The Rugby Championship (du 17 juillet 2015 au 8 août 2015) - Tournoi des Six Nations (du 6 février au 21 mars 2015) - Coupe du monde (du 18 septembre 2015 au 31 octobre 2015) |  |  | En France - Top 14 - Pro D2 - Fédérale 1 - Fédérale 2 - Fédérale 3 - Élite 1 (féminines) |

## Événements

### Février
- 1er février : les Wild Knights conservent leur titre de Champion du Japon après leur succès en finale sur Júbilo, 30 à 12.
- 6 février et 7 février : New Zealand rugby sevens 2015, quatrième étape de la saison 2014-2015 de l'IRB Sevens World Series à Wellington, Nouvelle-Zélande : Victoire finale de l'équipe de la Nouvelle-Zélande.
- 13 février au 14 février : USA rugby sevens 2015, cinquième étape de la saison 2014-2015 de l'IRB Sevens World Series à Las Vegas, États-Unis : Victoire finale de l'équipe des Fidji.

### Mars
- 21 mars : lors de la cinquième et dernière journée du Tournoi des Six Nations 2015 les Gallois s'imposent à Rome face aux Italiens sur le score de 20 à 61. À Édimbourg, les Irlandais s'imposent à l'extérieur 40 à 10 face aux Écossais. l'Angleterre remporte Le Crunch 55 à 35 face à l'équipe de France dans un match où pas moins de 12 essais sont inscrits par les deux équipes. Avec sa victoire de plus de 3 points, le XV d'Irlande remporte le Tournoi et conserve son titre.
- 22 mars : les Saracens remportent la Coupe anglo-galloise en battant en finale les Exeter Chiefs 23 à 20.
- 27 mars au 29 mars : Hong Kong Sevens 2015, sixième étape de la saison 2014-2015 de l'IRB Sevens World Series à Hong Kong : victoire finale de l'équipe des Fidji alors que la Russie se qualifie comme équipe permanente pour la saison suivante.
- 27 mars au 4 avril : Championnat d'Europe de rugby à XV des moins de 18 ans 2015 en Midi-Pyrénées, victoire finale de l'équipe de France devant celle de Géorgie.

### Avril
- 4 avril et 5 avril : Japan rugby sevens 2015, septième étape de la saison 2014-2015 de l'IRB Sevens World Series à Shibuya, Japon ; victoire finale de Angleterre.

### Mai
- 1er mai : le club anglais de Gloucester remporte le Challenge européen face aux Écossais d'Édimbourg 19 à 13. C'est le deuxième titre dans cette compétition pour le club du Sud-Ouest de l'Angleterre.
- 2 mai : le Rugby club toulonnais remporte pour la 3e fois consécutive la Coupe d'Europe face à l'ASM Clermont Auvergne sur le score de 24 à 18. C'est la première fois dans l'histoire qu'une équipe gagne la  Coupe d'Europe trois fois d'affilée.
- 9 mai et 10 mai : Scotland rugby sevens 2015, huitième étape de la saison 2014-2015 de l'IRB Sevens World Series à Glasgow, Écosse : victoire finale de l'équipe des Fidji.
- 16 mai et 17 mai : London rugby sevens 2015, neuvième et dernière étape de la saison 2014-2015 de l'IRB Sevens World Series à Londres, Angleterre : victoire finale de l'équipe des États-Unis. Au terme de toutes les étapes les Fidji remporte l'IRB Sevens World Series 2014-2015.

- 30 mai : 
  - Les Glasgow Warriors dominent le Munster en finale du Pro12 (31-13) et remportent leur premier titre et le premier pour une équipe écossaise dans le championnat domestique.
  - Calvisano est sacré Champion d'Italie après sa victoire en finale 11 à 10 sur le club de FemiCZ Rovigo.
  - Les Saracens remportent la Premiership en battant Bath en finale (28-16).

### Juin
- 13 juin : le Stade français Paris est sacré champion de France face à l'ASM Clermont Auvergne après une finale (12 à 6) qui se réduit a un duel de buteurs[1].
- 20 juin : la Nouvelle-Zélande remporte le Championnat du monde junior battant en finale les Anglais (20 à 16).
- 21 juin : l'équipe de France féminine remporte le tournoi préparatoire qualificatif pour disputer le Rugby à sept aux Jeux olympiques d'été de 2016.

### Juillet
- 4 juillet : les Highlanders gagnent le Super rugby 2015 en battant les Hurricanes (21-14)[2].
- 12 juillet : l'équipe de France masculine remporte le tournoi préparatoire qualificatif pour disputer le Rugby à sept aux Jeux olympiques d'été de 2016.
- 17 et 18 juillet : première journée du Rugby Championship 2015. Nouvelle-Zélande 39 - 18 Argentine ; Australie 24 - 20 Afrique du Sud.

### Août
- 3 août : Les Fidji battent les Samoa en finale de la Pacific Nations Cup 2015 et remportent le trophée pour la deuxième fois après 2013.

- 8 août : 
  - Pour la dernière journée du Rugby Championship 2015 l'Argentine bat pour la première fois de son histoire l'Afrique du Sud en s'imposant 37 à 25 à Durban. L'Australie bat à domicile la Nouvelle-Zélande (27-19) et remporte le titre pour la première fois, après trois premières éditions gagnées par les All Blacks.
  - Pour leur premier match de préparation à la Coupe du monde, l'Irlande bat le pays de Galles au Millennium Stadium de Cardiff (21-35).

- 15 août : La Nouvelle-Zélande bat sèchement l'Australie et conserve la Bledisloe Cup (41-13). L'Irlande maintient sa dynamique positive en préparation au Mondial en dominant l'Écosse à domicile (28-22). Premier match de préparation pour l'Angleterre et la France, qui se conclut par une victoire du XV de la Rose (19-14). L'Afrique du Sud prend sa revanche en amical contre l'Argentine, à Buenos Aires (12-26).

- 22 août : Un essai de Henry Pyrgos dans les dernières minutes donne la victoire à l'Écosse contre l'Italie à Turin (12-16). une semaine après L'équipe de France  prend sa revanche à Saint-Denis face à l'Angleterre (25-20).

- 29 août : Le pays de Galles va s'imposer en Irlande (10-16). Victoire record de l'Écosse face à l'Italie (48-7).

### Septembre
- 5 septembre : Derniers matchs de préparation. L'Angleterre domine l'Irlande à Twickenham (21-13).  L'Italie se rassure avec une courte défaite à Cardiff contre le pays de Galles (23-19). La France obtient un court succès face à l'Écosse (19-16).
- 18 septembre : Match d'ouverture de la Coupe du monde. L'Angleterre entre bien dans la compétition en battant les Fidji à Twickenham (35-11).
- 19 septembre : Grosse surprise dans la poule B du Mondial, le Japon réussit l’exploit de battre Afrique du sud 34 à 32. C'est la 1re fois de son histoire que les Japonais battent une des trois grandes nations du sud.

### Octobre
- 17 octobre : En quart de finale de la Coupe du monde de rugby les All Backs battent lourdement le XV de France 62 à 13 en inscrivant 9 essais. Ce résultat constitue la deuxième défaite la plus large de l'histoire de l'équipe de France.
- 24 octobre :
  - Canterbury remporte l'ITM Cup 25 à 23 face à Auckland. C'est le 12e titre pour Canterbury dans cette compétition.
  - Les Golden Lions gagne un 11e titre de Currie Cup face à la Western Province (32-24).
  - Pour la première demi-finale du mondial les Sud africains s'incline de seulement 2 petit points face aux All Backs favoris de la compétition.
- 25 octobre : En demi-finale de la Coupe du monde de rugby les Australiens s'impose 29 à 15 face aux Pumas argentins.
- 31 octobre :
  - Les All Backs conservent leur titre de champion du monde après leur victoire 34 à 17 face aux Wallabies. C'est la première fois qu'une équipe gagne deux titres mondiaux consécutifs[3].
  - Brisbane City remporte la deuxième édition du National Rugby Championship et conserve son titre face aux Canberra Vikings sur le score de 21 à 10.

### Novembre
- 8 novembre : 8e journée de Pro D2 l'Aviron bayonnais remporte le derby Basque à domicile en battant le Biarritz olympique 32 à 25. C'est le sixième match sans défaites dans le derby pour le club bayonnais.

### Décembre
- 4 décembre au 5 décembre : Dubaï rugby sevens 2015, première étape de la saison 2015-2016 du World Rugby Sevens Series à Dubaï, Dubaï : Victoire finale de l'équipe des Fidji.
- 12 décembre au 13 décembre : South Africa rugby sevens 2015, deuxième étape de la saison 2015-2016 du World Rugby Sevens Series au Cap, Afrique du Sud : Victoire finale de l'équipe de l'Afrique du Sud.

## Principaux décès
- 6 mars : Jean Bachelé, pilier de l'US Dax deux fois finaliste du championnat de France, meurt à l'âge de 82 ans
- 15 mai : Bernard Dutin, troisième ligne international français (4 sélections) de l'US Dax et du Stade montois deux fois finaliste du championnat de France, meurt à l'âge de 70 ans.
- 5 juin : L'ancien all black Jerry Collins (48 sélections) vainqueur à 4 reprises du Tri-nations meurt dans un accident de voiture près de Béziers à l'âge de 34 ans.
- 6 juin : Geoffrey Abadie, ailier du Stade français et du Racing Métro double Champion de France meurt à l'âge de 50 ans.
- 11 août : Georges Capdepuy, demi de mêlée et demi d'ouverture de l'US Dax deux fois finaliste du championnat de France, meurt à l'âge de 69 ans.
- 18 novembre : 
  - Jonah Lomu, ailier emblématique de l'équipe de Nouvelle-Zélande à 63 reprises et finaliste de la Coupe du monde 1995 meurt d'un dysfonctionnement rénal à l'âge de 40 ans[4].
  - L'ancien international sud africain John Gainsford (33 sélections) entre 1960 et 1967 meurt des suites d'un cancer à l'âge de 77 ans.
- 29 décembre : Lilian Camberabero, ancien demi de mêlée du XV de France et vainqueur en 1968 du première grand chelem de l'histoire des bleus meurt à l'âge de 78 ans des suites d'un cancer.